# Kubschütz
Kubschütz (em alto sorábio: Kubšicy) é um município da Alemanha localizado no distrito de Bautzen, região administrativa de Dresden, estado da Saxônia.